# 7.5×54mm 프렌치

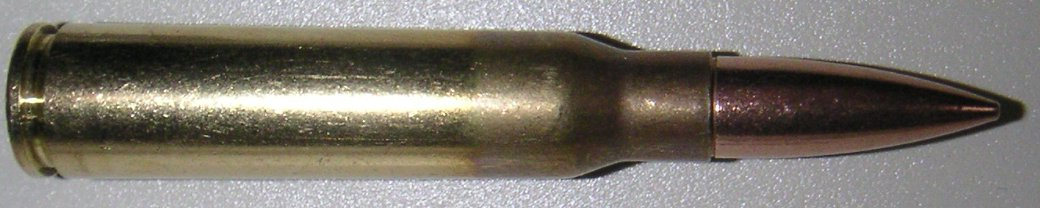

7.5×54mm 프렌치(7.5×54mm French), 7.5 프렌치 또는 7.5 MAS (C.I.P.가 7,5 × 54 MAS로 지정)는 림이 없는 병목형 소총탄약통이다. 이것은 프랑스가 7.5×57mm MAS mod. 1924 탄약통의 업데이트 버전으로 개발했다. 제1차 세계 대전 동안 사용된 구식 8×50mmR 르벨 탄약을 대체했으며, 1970년대와 1980년대에 5.56 × 45 mm NATO 및 7.62 × 51 mm NATO 탄약통으로 대체될 때까지 프랑스군의 서비스 탄약으로 사용되었다.
7.5×54mm 프렌치 MAS는 드문 12.39 mm (0.488 in)의 약실 및 노리쇠면 지름을 가지며, 7.62×51mm NATO/.308 윈체스터 탄약과 유사한 탄도학적 특성을 가진다. 7.5 프렌치 탄약통은 약간 더 길고 두꺼운 7.5×55mm 스위스 GP11 탄약과 외형이 다소 유사하지만, 사용자들은 두 탄약을 절대로 혼용해서는 안 된다.

## 역사
제1차 세계 대전이 끝날 무렵, 프랑스군은 한때 혁신적이었지만 이제는 구식이 된 8 mm 르벨탄약을 업데이트해야 할 필요성을 깨달았다. 제1차 세계 대전 중 8mm 르벨 탄약의 대량 생산 요구 때문에, 1918년 11월 전쟁이 끝날 때까지는 그렇게 할 수 없었다. 6년 후인 1924년, 7.5×57mm MAS 탄약통이 도입되었다. 그러나 이 탄약통은 1929년까지밖에 사용되지 않았는데, 원래 탄약통이 독일의 7.92×57mm 마우저와 크기와 외형이 매우 유사했기 때문이다. 그 결과, 프랑스 병사가 7.92×57mm 탄약통(전쟁 배상금으로 얻은 기관총 등에 프랑스군에서도 상당히 널리 사용되던)을 약실에 장전하고 덜 강력하고 구경이 작은 7.5×57mm 소총에서 발사하면 큰 고장이 발생할 수 있었다. 새로운 54mm 탄피를 사용하면 7.92×57mm 마우저 탄약은 약실에 너무 길어서 잘못된 탄약을 사용하는 것을 막을 수 있었다. 당시 군용으로 두 가지 탄환 변형이 시험되었는데, 경량 탄환 Mle 1924 Balle C와 중량 탄환 Mle 1924 Balle D였다.
프랑스군은 MAS-36 및 MAS-49 소총과 Mle 1924-29 기관총에서 보편적으로 사용하기 위해 "경량탄" 9.0 그램 (139 gr) Balle C 평평한 베이스의 스피처 탄 탄약을 채택하기로 결정했다. "중량탄" 12.35 그램 (190.6 gr) Balle 1929 D는 보트테일 스피처 탄환을 특징으로 하며, Mle1931 및 FM Mle 1924M29 기관총과 같은 자동 무기에서 제한된 특수 용도로 사용되었다.
7.5×54mm 프랑스 군용 탄약의 다른 변형은 다음과 같다: 철갑탄 (Balle P [Perforante]), 예광탄 (Balle T [Traçante]), 철갑예광탄 (Balle TP [Traçeuse-Perforante]), 소이탄 (Balle I [Incendiaire]), 갤러리 연습탄 및 공포탄. 7.5mm×54 프랑스 탄약은 프랑스에서 여전히 전쟁 물자로 분류된다.

## 탄약통 치수
7.5×54mm 프랑스는 3.76 ml (58.0 그레인 H2O)의 탄피 용량을 가진다. 탄피의 외부 형태는 극한 조건에서도 볼트액션 소총과 기관총 모두에서 안정적인 탄피 급탄 및 추출을 촉진하도록 설계되었다.
7.5×54mm 프랑스 최대 C.I.P. 탄약통 치수. 모든 크기는 밀리미터(mm)이다.
미국인들은 숄더 각도를 알파/2 = 20도로 정의할 것이다. 이 탄약통의 일반적인 강선 회전율은 270 mm (10.63 인치에 1회전), 4개의 강선, Ø 랜드 = 7.57 mm (0.298 in), Ø 그루브 = 7.85 mm (0.309 in), 랜드 폭 = 3.70 mm (0.146 in)이다. 그러나 마지노 선의 요새 기관총은 더 무거운 Mle 1933D 탄환을 위해 설계되었기 때문에 235mm 회전율을 사용했다. 뇌관 유형은 베르단 (군용 탄약) 또는 복서 (일부 상업용 탄약) 라지 라이플이다.
공식 C.I.P. (Commission Internationale Permanente pour l'Epreuve des Armes à Feu Portatives) 규정에 따르면 7.5×54mm 프랑스는 최대 380.00 MPa (55,114 psi) Pmax 피에조 압력을 견딜 수 있다. C.I.P. 규제 국가에서는 모든 소총 탄약통 조합이 소비자 판매 인증을 위해 이 최대 C.I.P. 압력의 125%로 검사되어야 한다.
이는 C.I.P. 규제 국가에서 7.5×54mm 프랑스 약실 총기가 현재 (2017년) 475.00 MPa (68,893 psi) PE 피에조 압력으로 시험된다는 것을 의미한다.
프랑스군에서 사용된 후속 탄약인 미국의 7.62 × 51 mm NATO/.308 윈체스터 탄약은 7.5×54mm 프랑스와 유사한 탄도학적 특성을 제공한다.

## 가용성
원래 프랑스에서 생산된 군용 탄약은 미국에서 구하기 어렵고, 종종 부식성이 있으며 항상 베르단 뇌관을 사용한다. 압력은 약 40,000 CUP 또는 약 295 MPa (42,800 psi)로 평가된다. 원래 군용 황동 탄피는 40,000 CUP 이상으로 재장전될 때 탄두 분리에 매우 취약하다. 그 이유는 군용 베르단 뇌관 탄약통이 탄피와 몸체 사이에 특별히 홈이 파인 내부 환형 홈으로 만들어져 탄피를 의도적으로 약화시키고 적군의 재장전을 방지하기 위함인데, 이는 프랑스가 프랑스령 모로코를 점령했을 때 한때 문제가 되었던 것으로 보인다. MAS 36 볼트액션 소총은 40,000 CUP보다 훨씬 높은 압력을 처리할 수 있다. 수동 장전자의 경우 7.62mm NATO 장전 데이터가 작동할 것이다.
재장전 가능한 복서 뇌관 7.5×54mm 프랑스 탄피는 상업용 탄피 성형 다이로 6.5×55mm (스웨덴 마우저) 황동 탄피를 변형하여 생산할 수 있다. 탄약 제조업체인 Prvi Partizan은 9.0 그램 (139 gr) 탄환이 장전된 새로운 비부식성 재장전 가능 7.5×54mm 프랑스 탄약을 미국 시장에 출시했으며, 이는 원래 탄약의 사양을 충족한다.
7.5×54mm 프랑스 MAS와 같이 여전히 "전쟁 물자"로 간주되는 군용 탄약이 장전된 총기의 민간 사냥 사용을 제한하는 국가에서는 잉여 군용 총기 소유자가 다른 비군용 탄약으로 변경할 수 있다. 가장 쉽고 보통 가장 저렴한 방법은 동일한 총열과 구경을 사용하지만, 재약실 과정에서 기존 군용 약실을 제거하는 방식으로 총기를 재약실하는 것이다. C.I.P.는 30-284 NOLASCO와 매우 유사한 30-284 윈체스터 (둘 다 미국에서는 와일드캣 탄약으로 간주되며 .284 윈체스터를 기반으로 하지만, 유럽에서는 상업적으로 생산됨)를 모두 등록했다. 이 두 약실은 원래 7.5×54 MAS 약실을 완전히 제거하며, 7.5×54 MAS 탄약과 동일한 압력 등급을 가진다. 두 탄약은 공통 최대 비장전 탄피 길이 55.10mm를 포함하여 동일한 탄약통 치수를 가지지만, 주요 차이점은 장전된 전체 길이(OAL)에 있다. 30-284는 OAL이 72mm로 더 짧고, NOLASCO는 7.5×54 MAS와 동일하게 76mm의 더 긴 OAL을 지정한다. 이는 사냥에 더 나은 탄도 계수를 가진 긴 탄환을 장전하는 데 도움이 될 수 있다.

## 7.5×54mm MAS를 사용하는 무기
- MAS-36 소총

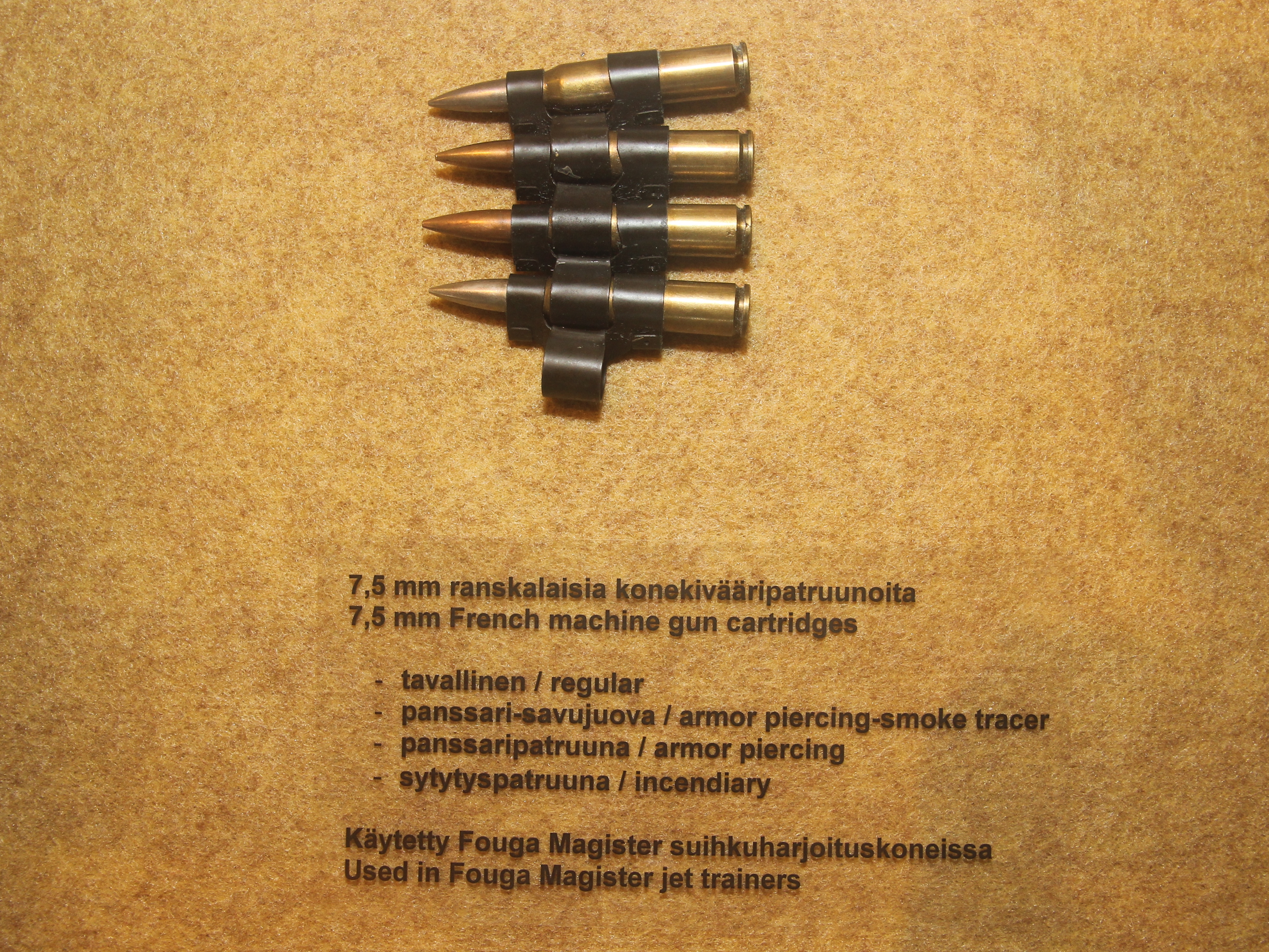
AA-52 기관총의 MAC 52 항공기 변형에 사용되는 벨트형 7.5×54mm 프랑스 탄약.

- MAS-49 및 FSA MAS 49/56 소총
- FR F1 저격소총
- FM 24/29 경기관총
- Mle1931
- 다르네 항공기 기관총
- MAC 1931
- MAC 1934 항공기 기관총
- FN-브라우닝 mle 38 항공기 기관총
- AA-52 기관총
- Fusil Mle 1907/15-M34
- Lebel 1886-93 M27 (생산량의 3분의 2. 첫 제품은 7.5×58mm 구경.)

## 같이 보기
- 소총 탄약 목록
- 7mm 구경
- "Military and Machine Gun Cartridges", Jean Huon, 1988, Ironside International Pub., Inc, Alexandria, VA, ISBN 0-935554-05-X,